# إنهيومانز
إنهيومانز (بالإنجليزية: Inhumans)‏ هو عرق خيالي يظهر في القصص المصورة الأمريكية التي تنشرها مارفل كومكس. سلسلة القصص المصورة عادة تركز بشكل خاص على مغامرات عائلة إنهيومانز الملكية. ظهرت المجموعة للمرة الأولى في فنتاستك فور #4 في ديسمبر 1965 أما العضوين «ميدوسا» و«جورجون» ظهرا في العدد 36 و 44. موطنهم هي مدينة «أتيلان». ظهروا في عملاء شيلد كجزء من عالم مارفل السينمائي.